# Загорское (Минская область)
Загорское (бел. Заго́рскае; до 1964 года — Волки (бел. Ваўкі) — деревня в Молодечненском районе Минской области Беларуси. В составе Мясотского сельсовета.

## География
Рядом пролегает дорога Р-28.
Ближайшие населённые пункты Криница, Татарщина и др.

## История
С 1904 года в Красносельской волости Вилейского уезда Виленской губернии Российской империи.
В 1921—1945 годах деревня в составе Польской Республики, Виленского воеводства, Вилейского повета, позднее (1927) в составе Молодечненского повета, гмины Красное.
30 июля 1964 года деревня Волки была переименована в деревню Загорское.

## Население

### Численность
- 2019 год — 151 жителей

### Динамика
- 1904 год — 127 жителей (деревня Волки)[3]
- 1921 год — 126 жителей, 24 дворов[7]
- 1931 год — 151 жителей, 24 дворов[8]
- 1999 год — 181 жителей (перепись населения)
- 2009 год — 159 жителей (перепись населения)[3]
- 2019 год — 151 жителей (перепись населения)

## Улицы
- Криничная
- Новая
- Лесная
- Янки Купалы